# The Little Sweep

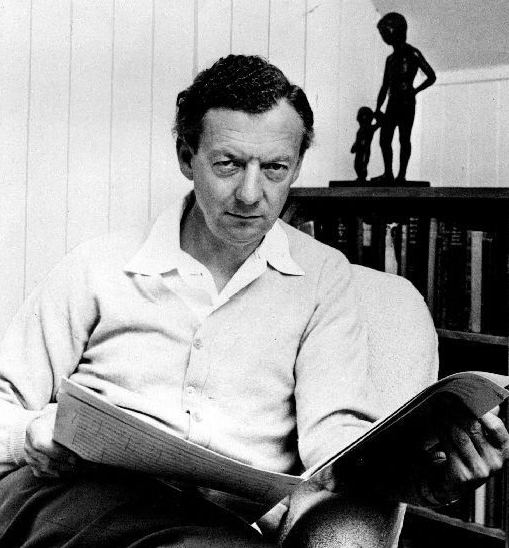
Benjamin Britten

The Little Sweep (Den lille sotaren) är en kammaropera för barn i tre scener med musik av Benjamin Britten och libretto av Eric Crozier efter William Blakes dikt The Chimney Sweeper (1789) och Charles Kingsleys barnbok The Water-Babies, A Fairy Tale for a Land Baby (1863).

## Historia
Efter att ha slutfört operan Albert Herring tillsammans funderade Britten och librettisten Eric Crozier på att skriva en kammaropera för barn. De övervägde åtskilliga ämnen för handlingen. Britten förordade en opera byggd på Arthur Ransomes barnboksserie Swallows and Amazons (1930), och Crozier tänkte ut en handling om en musikalisk barnaskara som nattetid smög ut för att lyssna när den lokala kyrkokören repeterade. Då mindes Britten historien om den lilla sotarlärlingen Tom i Blakes dikter Songs of Innocence och Songs of Experience. Historien hade senare byggts ut i Kingsleys barnbok The Water-Babies (1863). Redan som sexåring hade Britten spelat Tom i scenversionen av Kingsleys barnbok. I Kingsleys bok förirrar sig sotarpojken Tom bland alla husets skorstenar och dimper ner i barnkammaren hos lilla Ellie. Han får panik när hon skriker och hoppar ut genom fönstret, förföljs genom parken och tar sin tillflykt i floden. Nere på flodbottnen förvandlas han till en odödlig vattenvarelse ("water-baby"). Crozier och Britten behöll ramhistorien med huset, Toms oväntade nedkomst genom skorstenen och jakten genom parken. 
De förlade historien till herrgården Iken Hall i Snape, Suffolk i östra England. De beslutade att namnge alla barnen i operan efter sin gemensamme vän earlen av Cranbrooks barn, som bodde i närheten på Great Glemham: Gathorne, Juliet, Sophia, Christina och Hugh Gathorne-Hardy. Skaran utökades med barnens två kusiner som hade bott hos dem under kriget: Jonathan och Samuel Gathorne-Hardy. I operan ändrades de om till två familjer, tre barn som bor i huset och tre besökande kusiner.
The Little Sweep var den första opera som Britten skrev för musikfestivalen i Aldeburgh, som han hade grundat 1948. Operan hade premiär den 14 juni 1949 i Aldeburgh under musikalisk ledning av Norman Del Mar. Svensk premiär den 14 december 1950 på Stora Teatern, Göteborg.

## Let's Make an Opera!
Operan var del av en föreställning vid namn Let's Make an Opera!. Det var en pjäs (med musikmellanspel) i vilken föräldrar och barn förbereder operan som de har skrivit. Publiken skulle delta i föreställningen med sånger. De tre scenerna ramas in av sånger ämnade att sjungas av publiken. Den första "The Sweep's Song" går i fem fjärdedelstakt, en inte helt lätt taktart för en publik som kanske inte är sångutbildad. Den andra sången, "Sammy's Bath", går däremot i valstakt, och ska symbolisera badet som en reningsritual bort från korruption och tillbaka till det oskyldiga. Sång nummer tre är "Night Song" och krävde ytterligare insatser av publiken. För att illustrera de nattliga fåglarnas läten delades publiken in i fyra delar och fick imitera ugglor, hägrar, duvor och bofinkar. Den sista sången ("Coaching Song") avslutar operan då lille Sam har gömts i en koffert för att smugglas ut från huset och få en ny tillvaro hos kusinerna Crome. 
Det är lätt att avfärda The Little Sweep som ett ungdomsverk på grund av dess ämne och korta tillkomsttid (10 dagar). Men vid tiden för operans premiär hade Britten redan komponerat Peter Grimes och The Rape of Lucretia, och var på väg att börja arbeta med Billy Budd. Operan var ett resultat av Brittens passionerade tilltro till att "musik ska vara användbar", samt att kompositören ska tjäna sin samtid.
Orkestern består av en stråkkvartett, fyrhändigt pianospel samt slagverk för en person.
Senare reviderade Crozier pjäsen och utökade den till två akter. 1965 slog han ihop akterna till en igen, men ansåg senare att pjäsen inte passade in i handlingen och tog bort den helt.

## Personer
- Black Bob, en grym sotarmästare (bas)
- Tom, kusk (bas)
- Miss Baggott, husfru på Iken Hall (kontraalt)
- Rowan, barnjungfru till kusinerna Woodbridge (sopran)
- Juliet Brook, 14 år och ett av barnen på Iken Hall (sopran)
- Clem, Black Bobs son och assistent (tenor)
- Alfred, trädgårdsmästare på Iken Hall (tenor)
- Johnny Crome, 15 år och en av kusinerna Woodbridge (gossopran)
- Tina Crome, 8 år och en av kusinerna Woodbridge (gossopran)
- Hugh ("Hughie") Crome, 8 och tvilling till Tina (gossopran)
- Gay Brook, 13 år och ett av barnen på Iken Hall (gossopran)
- Sophie Brook, 10 år och ett av barnen på Iken Hall (gossopran)
- Sam ("Sammy") Sparrow, 8 år och Black Bobs nye sotarlärling (gossopran)

## Handling

### Scen 1
Sotarmästaren Black Bob och hans son Clem tar med sig åttaårige Sam för att sota skorstenen på Iken Hall. Han iakttas av husfrun miss Baggott och barnjungfrun Rowan som förgäves ber att lille Sam inte ska skickas ned i skorstenen. Sam fastnar men räddas av husets barn och deras gäster. Barnen gömmer honom och säger att han rymde. Black Bob och miss Baggott ger sig av för att söka efter honom men Rowan sjunger "Run, poor sweepboy!". Barnen välkomnar henne som vän och visar var Sam är gömd.

### Scen 2
Barnen och Rowan badar Sam. De planerar att gömma honom i leksaksskåpet under natten och smuggla ut honom nästa dag. När miss Baggott återvänder och ska öppna skåpet låtsas Juliet svimma för att avleda hennes uppmärksamhet.

### Scen 3
Nästa morgon ger Juliet pengar till Sam från alla barnen. Sam packas ned i en koffert tillsammans med mat och leksaker. Kofferten tillhör de barn som nu ska lämna Iken Hall. Kusken och trädgårdsmästaren klarar inte av att lyfta kofferten på grund av dess tyngd. Barnen hjälper dem och vinkar farväl av Sam.